# Dinghu
För andra betydelser, se Dinghu (olika betydelser).
Dinghu är ett stadsdistrikt i staden Zhaoqing på prefekturnivå i provinsen Guangdong i sydöstra Kina. Det ligger omkring 72 kilometer väster om provinshuvudstaden Guangzhou. 
Dinghu är indelat i tre stadsdelsdistrikt och fyra köpingar.
Stadsdelsdistrikt (jiedao):

- Guangli (广利街道)
- Guicheng (桂城街道)
- Kengkou (坑口街道)

Köpingar (zhen):

- Fenghuang (凤凰镇)
- Lianhua (莲花镇)
- Shapu (沙浦镇)
- Yong'an (永安镇)